# Michael Bisio
Michael Bisio (Troy (New York), 4 maart 1955) is een Amerikaanse jazzbassist en -componist van de freejazz en de nieuwe improvisatiemuziek.

## Biografie
Bisio begon zijn opleiding als violist bij David Cobb, hoogleraar bas aan de State University of New York Albany (SUNYA) en won beurzen op het Congress of Strings en het Chautauqua Institute of Fine Arts. In 1979 behaalde hij een bachelordiploma in muziek aan de Universiteit van Washington, waar hij had gestudeerd bij James Harnett. Op de Universiteit van Washington speelde Bisio zowel jazz als klassieke en nieuwe muziek met de Contemporary Group, die hij leidde met klarinettist William Overton Smith en trombonist Stuart Dempster.
In de jaren 1980 werkte Bisio ook samen met Bob Nell, Barbara Donald, Jack Walrath en Bert Wilson. Hij speelde in totaal zes jaar samen met trompettiste Barbara Donald en leverde een bijdrage aan haar comebackalbum The Past and Tomorrow (bij Cadence Jazz Records, 1983). In deze periode vormde Bisio zijn eigen kwintet in Seattle met Bob Nell, saxofonist Rick Mandyck, drummer John Bishop, trompettist Ron Soderstrom en violiste/pianiste Beth Chandler. In 1983 verscheen het debuutalbum Ours (CT Records).
Bisio kreeg toen de kans om te werken als artist in residence bij de Washington State Arts Commission en stichtte een concertreeks in Seattle, de non-profit organisatie Earshot Jazz. In 1986 werkte Bisio met een pianoloos kwartet met Soderstrom, Mandyck en drummer Teo Sutton. In 1987 werd Bisios tweede album onder zijn eigen naam opgenomen in Seattle bij het Zweedse Silkheart Records. Kort na de publicatie van het album In Seattle ontbond Bisio het kwartet en werkte de bassist voornamelijk op het gebied van klassieke muziek, ook met ex-Count Basie-bassist Buddy Catlett en met toetsenist Wayne Horvitz, die destijds naar Seattle was verhuisd, en met het New Yorkse Composer's Orchestra West, waar Horwitz ook in meespeelde. In 1990 trad Bisio op met het International Creative Music Orchestra op het Earshot Jazz Festival in Seattle met onder andere Horvitz, Andrew Cyrille en Larry Ochs.
In 1993 vergezelde hij Charles Gayle op een tournee. Het jaar daarop trad hij op met Bern Nix en Jim Nolet op het Earshot World Jazz Festival. Ook werkte hij in een formatie met musici uit het noordwesten van de Verenigde Staten, zoals pianist Bob Nell, violist Eyvind Kang, trompettist Rob Blakeslee en drummer Ed Pias. Ook speelde hij met drummer Phil Haynes en begeleidde hij Marilyn Crispell, John Tchicai, Glenna Powrie en Charles Gayle.
In 1997 speelde hij in een duo met Eyvind Kang. Deze zomer ging hij op tournee met Joe McPhee en nam hij het duo-album Finger Wigglers op voor CIMP. Voor het concert in Seattle ontving de formatie de Golden Ear Award in de categorie «Concert of the Year». In 1998 namen Bisio en McPhee nog het duoalbum Zebulon op. In 1999 nam Bisio nog de twee albums In the Spirit en No Greater Love op voor het CIMP-label in New York, met Joe McPhee, Dominic Duval en Joe Giardullo. In augustus 1999 trad Michael Bisio op in de Knitting Factory met Joe McPhees formatie Urban Assault Vehicle. Vervolgens speelde hij in Diedre Murrays kamermuziek jazz-opera Running Man. In 2000 werkte hij opnieuw met Eyvind Kang in Seattle, waar hij het album MBEK opnam. Vervolgens toerde hij met Joe McPhee en het World Bass Quartet door Frankrijk. Met de Duitse saxofonist Frank Gratkowski trad hij op met Creative Music Guild in Portland. Bisio werkte in de jaren 2000 in projecten met Stephen Gauci, Avram Fefer, Jay Rosen en Tomas Ulrich en momenteel in solo-, duo-, trio- en kwartetformaties.
Tijdens zijn carrière heeft Bisio ook samengewerkt met Andrew Hill, Sonny Simmons, John Tchicai en Vinny Golia. Bisio zegt dat hij zijn voorbeelden ziet in Charlie Haden en Charles Mingus.

## Discografie
- 1986: In Seattle (Silkheart)
- 1999: In the Spirit (CIMP) met Joe McPhee
- ????: Pulling Strings (CIMP) met Tomas Ulrich
- ????: Undolations (OmniTone Records)
- 2005: Connections (CIMP) met Avram Fefer, Stephen Gauci, Jay Rosen
- 2007: Circle This (CIMP)
- 2008: Collar City Creatology met Bisio, George Muscatello - Dean Sharp
- 2009: David Arner Trio: Out/In the Open (Not Two Records), met Jay Rosen
- 2011: Stephen Gauci/Kris Davis/Michael Bisio: Three (Clean Feed)
- 2016: Michael Bisio & Kirk Knuffke: Row for William O. (Relative Pitch Records)